# Danny Blair
Pour les articles homonymes, voir Blair.
Daniel Blair, couramment appelé Danny Blair, est un footballeur international écossais, né le 2 février 1905, à Parkhead, Glasgow et décédé le 7 mars 1985 . Évoluant au poste de milieu de terrain ou défenseur, il est particulièrement connu pour ses saisons à Clyde, Aston Villa et Blackpool.
Il compte 8 sélections en équipe d'Écosse.

## Biographie

### Carrière en club
Natif de Parkhead, Glasgow, il vécut au Canada, à Toronto, et commença donc à jouer dans des clubs canadiens, Davonport Albion puis Toronto Scottish. Il alla ensuite aux États-Unis, jouant en American Soccer League avec les Providence Clamdiggers (en).
Il revint alors en Écosse et s'engagea pour Clyde où il resta 6 saisons. Il partit alors, le 24 octobre 1931 pour le club anglais d'Aston Villa où il joua 5 saisons. Il s'engagea alors pour Blackpool où il resta trois saisons, jusqu'à la fin de sa carrière au début de la Seconde Guerre mondiale. Après son premier match avec Blackpool le 29 août 1936 (une victoire 2-1 contre Leicester City), il enchaîna 42 matches d'affilée (championnat et FA Cup) comme titulaire.

### Carrière internationale
Danny Blair reçoit 8 sélections en faveur de l'équipe d'Écosse. Il joue son premier match le 27 octobre 1928, pour une victoire 4-2, à l'Ibrox Park de Glasgow, contre le Pays de Galles en British Home Championship. Il reçoit sa dernière sélection le 26 octobre 1932, pour une défaite 2-5, au Tynecastle Stadium d'Édimbourg, contre le Pays de Galles en British Home Championship. Il n'inscrit aucun but lors de ses 8 sélections.
Il participe avec l'Écosse aux British Home Championships de 1929, 1931, 1932 et 1933. 

## Palmarès

### Comme joueur
- Clyde :
  - Vice-champion de D2 écossaise en 1925-26

- Blackpool :
  - Vice-champion de D2 anglaise en 1936-37
  - Vainqueur de la Lancashire Senior Cup (en) en 1937